# Phone2call
Phone2call (pronunciado /ˈfontucol/)  es un software que permite comunicaciones de texto y voz sobre Internet (VoIP). Ha sido desarrollado por un equipo rumano. El código de Phone2call permanecen cerrados y propietarios, pero los usuarios interesados pueden descargar gratuitamente la aplicación ejecutable del sitio web oficial. Los usuarios de Phone2call pueden hablar entre ellos gratuitamente. 
Esta aplicación también incluye una característica que permite a los usuarios llamar a teléfonos convencionales ya sean fijos o móviles alrededor del mundo, cobrándoles diversas y bajas tarifas según el país de destino.
Otra opción que brinda Phone2call es otorgar un número de teléfono para que desde un aparato telefónico, en cualquier parte del mundo, se pueda contactar al computador. Además, se provee de un servicio de buzón de voz.
La interfaz de Phone2call es fácil de usar. Es posible entablar una conversación de voz o de texto gratuitamente. Es común su uso en países latinos.

## Descripción general
Tiene la finalidad de conectar a los usuarios vía texto (mensajería instantánea), o voz (VoIP). Una de sus fortalezas es la comunicación gratuita por voz entre usuarios de Phone2call desde y hacia cualquier punto del mundo. También permite realizar llamadas especiales, a muy bajo costo, entre computadoras y la red de telefonía fija o móvil.
Se puede utilizar de las siguientes formas:
- Comunicación gratuita por texto o voz entre dos usuarios de Phone2call con computadores personales conectados a Internet. Requiere registro. No tiene costo.
- Comunicación grupal o conferencia de voz gratuita entre varios usuarios de Phone2call, todos ellos con PC conectados a Internet. Requiere registro. No tiene costo.
- Generación de llamadas de voz a bajo costo desde un usuario de Phone2call con PC conectado a Internet, hacia teléfonos de red fija o móvil. Requiere pago prepago.
- Comunicación y envío de SMS desde un usuario de Phone2call conectado a Internet hacia cualquier móvil. Requiere pago prepago.
- Llamadas de voz a tarifa de llamada local desde teléfonos de red fija o móvil al número telefónico de un usuario abonado a Phone2call con PC conectado a Internet. Si el usuario receptor no está disponible, Phone2call ofrece un servicio de contestador automático. Requiere pago del número telefónico.
- También, Phone2call permite el desvío de llamadas, esto es, el usuario puede configurar que sus llamadas entrantes sean redireccionados a otra cuenta e incluso cualquier teléfono fijo o celular.

### Sistemas operativos compatibles
- Windows 2000, Windows XP, Windows Vista, Windows 7
- iOS
- Android